# Zwentendorf an der Donau

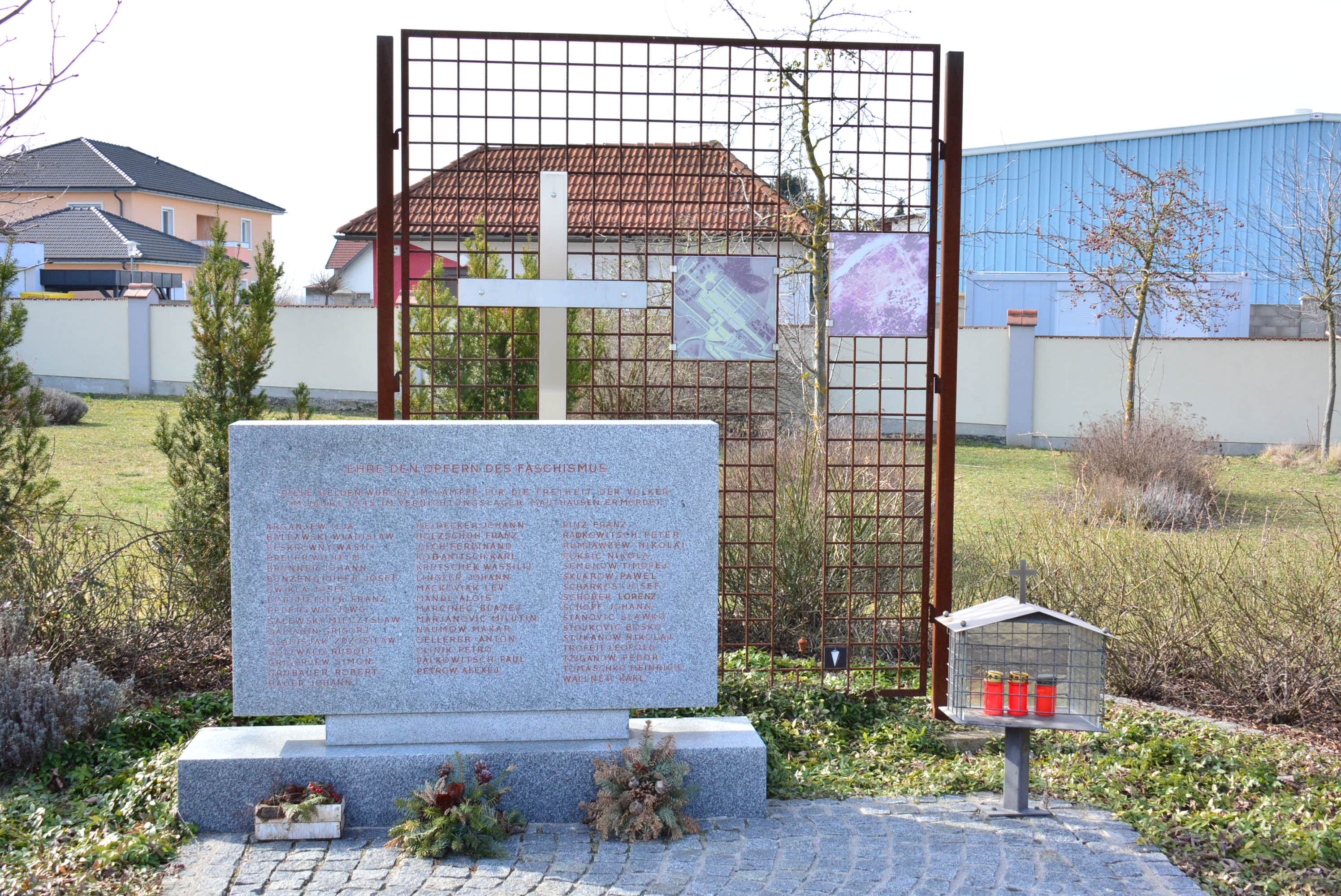
Gedenkstein für NS-Opfer im I.G.-Farben-Werk Moosbierbaum

Zwentendorf an der Donau ist eine Marktgemeinde mit 4190 Einwohnern (Stand 1. Jänner 2025) im Bezirk Tulln in Niederösterreich. Bekannt geworden ist der Ort als Standort des einzigen, allerdings nie in Betrieb genommenen, Kernkraftwerkes Österreichs.

## Geografie
Zwentendorf an der Donau liegt im Tullnerfeld am südlichen Donauufer in Niederösterreich. Die Fläche der Marktgemeinde umfasst 53,85 Quadratkilometer. 37,42 Prozent der Fläche sind bewaldet.

### Gemeindegliederung
Das Gemeindegebiet umfasst folgende 11 Ortschaften (in Klammern Einwohnerzahl Stand 1. Jänner 2025):
- Bärndorf (93)
- Buttendorf (70)
- Dürnrohr (493)
- Erpersdorf (1499)
- Kaindorf (79)
- Kleinschönbichl (115)
- Maria Ponsee (123)
- Oberbierbaum (230) samt Badeseeanlage Maria Ponsee
- Pischelsdorf (127)
- Preuwitz (129)
- Zwentendorf an der Donau (1232)

Die Gemeinde besteht aus den Katastralgemeinden Bärndorf, Dürnrohr, Erpersdorf, Kaindorf, Kleinschönbichl, Maria Ponsee, Pischelsdorf, Preuwitz und Zwentendorf.

### Nachbargemeinden
| Grafenwörth         | Kirchberg am Wagram                         | Königsbrunn am Wagram |
| Traismauer (PL)     | Kompassrose, die auf Nachbargemeinden zeigt | Langenrohr            |
| Sitzenberg-Reidling | Atzenbrugg                                  | Michelhausen          |

## Geschichte
Zwentendorf war vom 1. bis ins 5. Jahrhundert n. Chr. Standort des römischen Kastells, Piro Torto oder Asturis, über seinen tatsächlichen Namen sind sich die Historiker allerdings bis heute nicht einig geworden. Die Siedlung hatte eine Ausdehnung von etwa sieben Hektar und bestand aus Grubenhäusern. Auch ein seltenes Mansio, eine Raststation, wurde bei geophysikalischen Messungen, die im Jahr 2011 durchgeführt wurden, entdeckt. Grabungen sollen auf diesem Gebiet aber keine durchgeführt werden.
Nach der endgültigen Eroberung des Awarenreiches durch den fränkischen Kaiser Karl den Großen im Jahr 803 setzte die Sicherung und Besiedlung beim ehemaligen römischen Kastell ein. Der entstehende Ort befand sich nun auf dem Gebiet des Baierischen Ostlandes. Die erste urkundliche Nennung als „Zewentendorf“ erfolgte 1147. Die Wallfahrtskirche Maria Ponsee entstand aus einer Kapelle des 12. Jahrhunderts. Um 1420 erfolgte der Ausbau mit einem dreijochigen Seitenschiff und Kreuzrippengewölben. 1716 bis 1726 wurde die Kirche nach Plänen von Jakob Prandtauer vergrößert und barockisiert. 1529 und 1683 richteten berittene türkische Streifscharen große Schäden und Verwüstungen in der Gemeinde an.
1917 wurde nahe Moosbierbaum die Pulverfabrik Skoda-Wetzler AG erbaut. Hier zur Arbeit eingesetzte und verstorbene rumänische Kriegsgefangene wurden auf dem sogenannten Rumänenfriedhof beigesetzt. Während des Zweiten Weltkrieges wurde der Industriestandort zum Hydrierwerk Moosbierbaum und einer Ölraffinerie ausgebaut. Vor Kriegsende wurde die Raffinerie und das Tullnerfeld von mehr als 40.000 Bomben getroffen. Zur Arbeit wurde hier eine große Zahl Kriegsgefangener, zivile Zwangsarbeiter, politische Gefangene und ungarischer Juden gezwungen. Ihnen gelang es, mit der Bevölkerung Kontakte zu schließen, welche aber im Jänner 1945 verraten wurden. Von rund 200 Verhafteten – darunter auch Einheimische – wurden über 120 Personen ins KZ Mauthausen gebracht. Sieben Menschen starben dort an den Haftbedingungen, 40 weitere wurden am 27. April 1945 ermordet. An sie erinnert ein Gedenkstein auf dem Friedhof von Zwentendorf.
Die Raffinerie wurde während der sowjetischen Besatzung wiederaufgebaut und blieb bis 1961 in Betrieb. Am 1. Jänner 1971 wurde die damalige Gemeinde Maria Ponsee nach Zwentendorf eingegliedert. Am 30. Juli 1983 wurde der Gemeinde Zwentendorf das Marktrecht verliehen und sie bekam auch ihr eigenes Wappen.
Seit 1988 pflegt Zwentendorf eine Partnerschaft mit der tschechischen Stadt Břeclav. Berühmtheit erlangte der Ort durch das einzige kommerzielle Kernkraftwerk Österreichs, das Kernkraftwerk Zwentendorf, das hier errichtet, aber dessen Inbetriebnahme durch eine Volksabstimmung am 5. November 1978 verhindert wurde. Eine knappe Mehrheit von 50,47 % stimmte gegen die Inbetriebnahme.

### Einwohnerentwicklung
| Zwentendorf an der Donau: Einwohnerzahlen von 1869 bis 2025 | Zwentendorf an der Donau: Einwohnerzahlen von 1869 bis 2025 | Zwentendorf an der Donau: Einwohnerzahlen von 1869 bis 2025 | Zwentendorf an der Donau: Einwohnerzahlen von 1869 bis 2025 | Zwentendorf an der Donau: Einwohnerzahlen von 1869 bis 2025 |
| ----------------------------------------------------------- | ----------------------------------------------------------- | ----------------------------------------------------------- | ----------------------------------------------------------- | ----------------------------------------------------------- |
| Jahr                                                        |                                                             |                                                             |                                                             | Einwohner                                                   |
| 1869                                                        | 1869                                                        |                                                             | 2.562                                                       | 2.562                                                       |
| 1880                                                        | 1880                                                        |                                                             | 2.624                                                       | 2.624                                                       |
| 1890                                                        | 1890                                                        |                                                             | 2.585                                                       | 2.585                                                       |
| 1900                                                        | 1900                                                        |                                                             | 2.529                                                       | 2.529                                                       |
| 1910                                                        | 1910                                                        |                                                             | 2.549                                                       | 2.549                                                       |
| 1923                                                        | 1923                                                        |                                                             | 2.782                                                       | 2.782                                                       |
| 1934                                                        | 1934                                                        |                                                             | 2.772                                                       | 2.772                                                       |
| 1939                                                        | 1939                                                        |                                                             | 2.595                                                       | 2.595                                                       |
| 1951                                                        | 1951                                                        |                                                             | 2.945                                                       | 2.945                                                       |
| 1961                                                        | 1961                                                        |                                                             | 3.079                                                       | 3.079                                                       |
| 1971                                                        | 1971                                                        |                                                             | 3.123                                                       | 3.123                                                       |
| 1981                                                        | 1981                                                        |                                                             | 3.170                                                       | 3.170                                                       |
| 1991                                                        | 1991                                                        |                                                             | 3.280                                                       | 3.280                                                       |
| 2001                                                        | 2001                                                        |                                                             | 3.715                                                       | 3.715                                                       |
| 2011                                                        | 2011                                                        |                                                             | 3.955                                                       | 3.955                                                       |
| 2021                                                        | 2021                                                        |                                                             | 4.174                                                       | 4.174                                                       |
| 2025                                                        | 2025                                                        |                                                             | 4.190                                                       | 4.190                                                       |
| Quelle(n): Statistik Austria, Gebietsstand 1.1.2021         |                                                             |                                                             |                                                             |                                                             |

## Kultur und Sehenswürdigkeiten

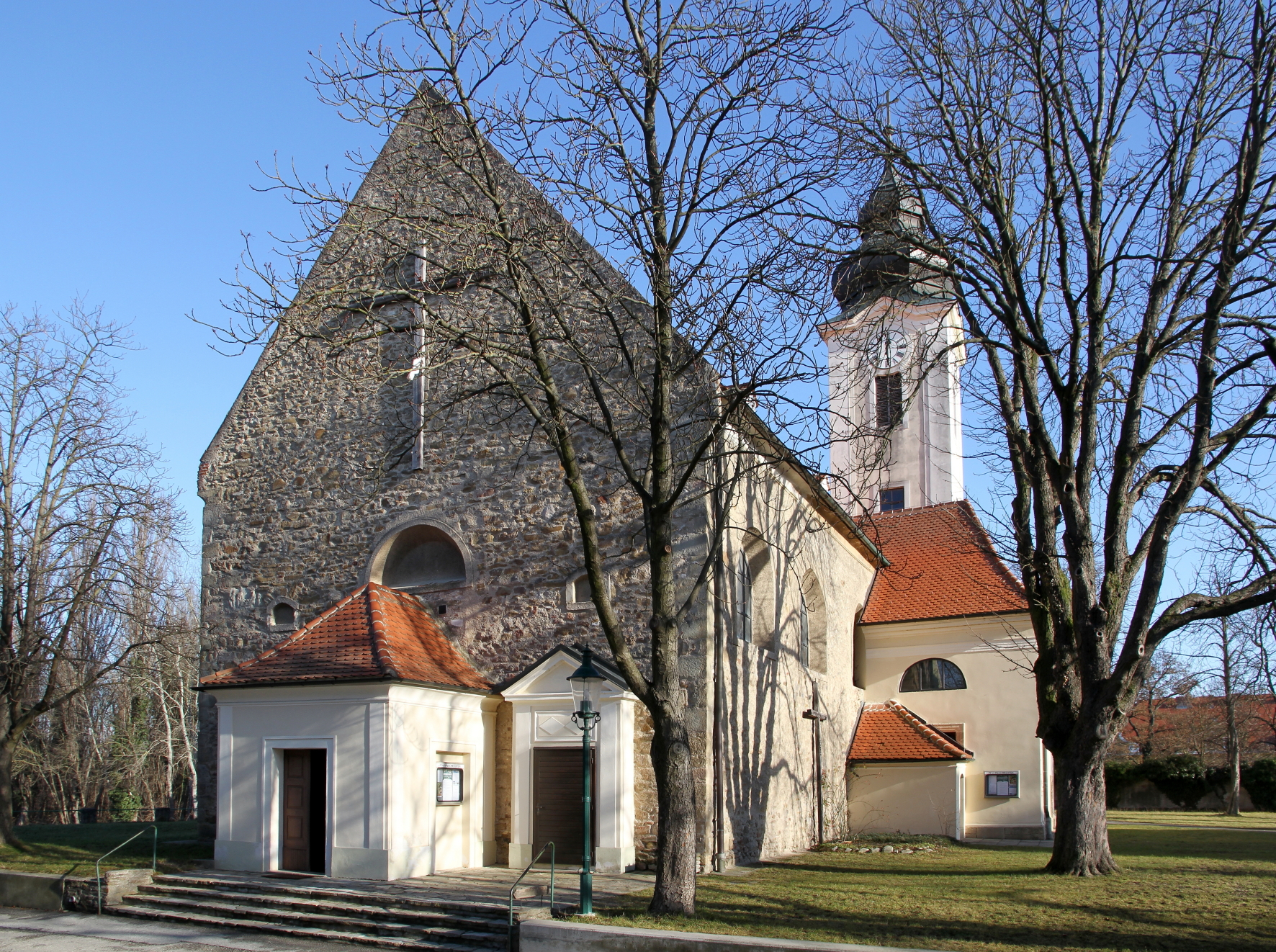
Pfarrkirche Zwentendorf

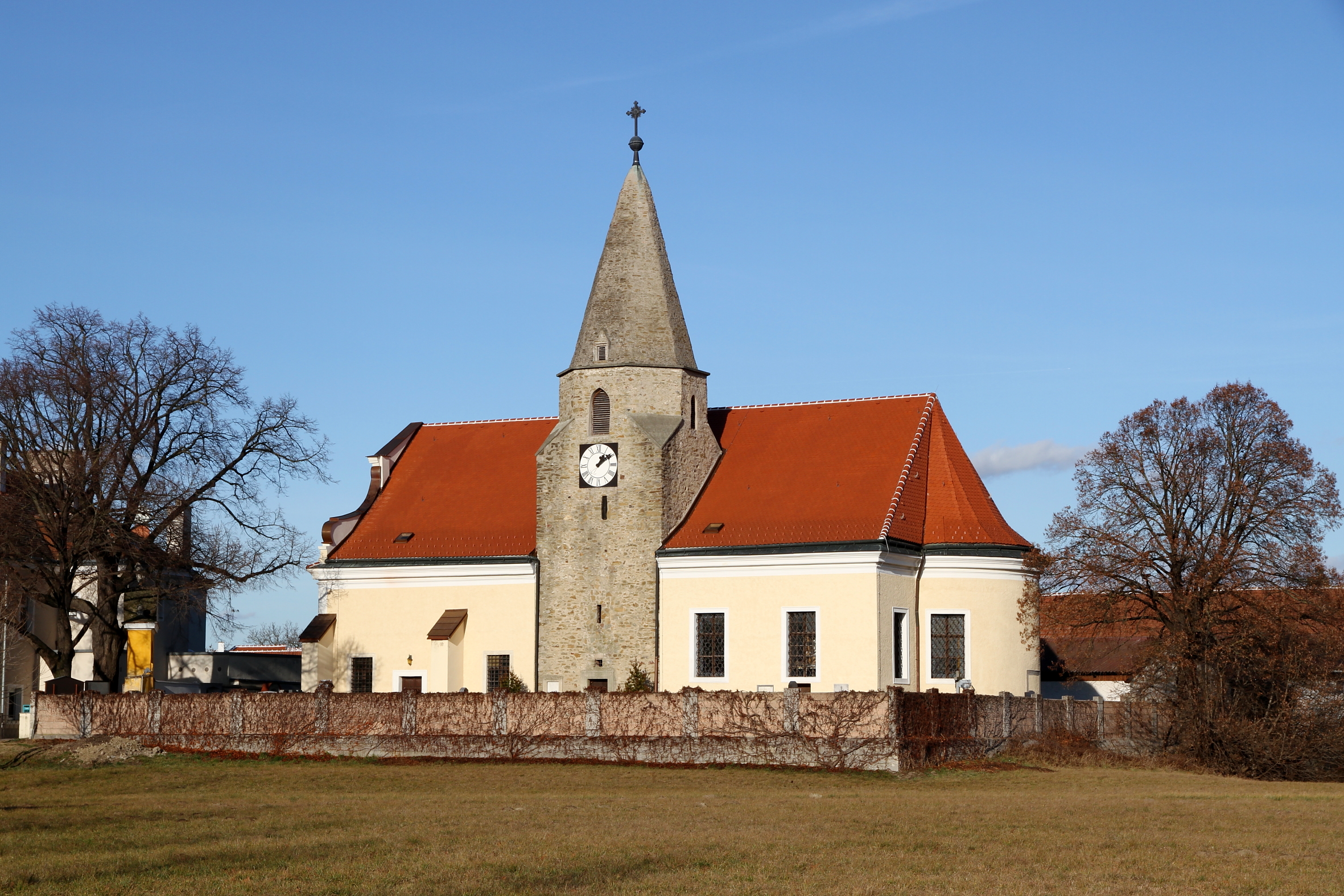
Pfarrkirche Maria Ponsee

- Katholische Pfarrkirche Zwentendorf hl. Stephanus, eine gotische Kirche, barockisiert.
- Katholische Pfarrkirche Maria Ponsee Mariä Geburt, ursprünglich eine romanische Chorquadratkirche, barockisiert.
- Das im Kern spätbarocke Schloss Zwentendorf wurde Mitte des 18. Jahrhunderts als Landschloss der gräflichen Familie von Althan erbaut und erfuhr im frühen sowie späten 19. Jahrhundert Aus- und Umbauten zu seiner heutigen Gestalt.

## Wirtschaft und Infrastruktur

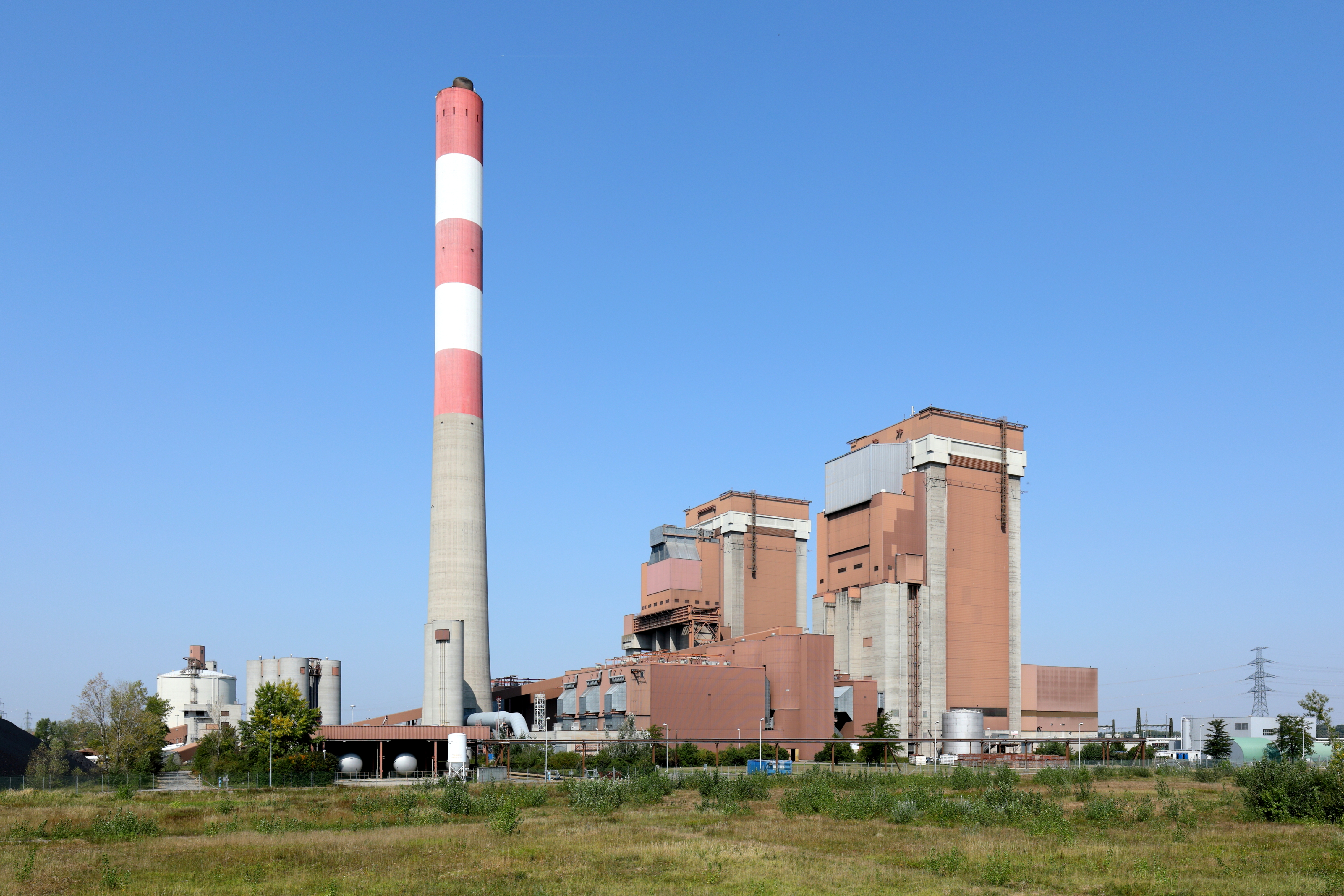
Kraftwerk Dürnrohr

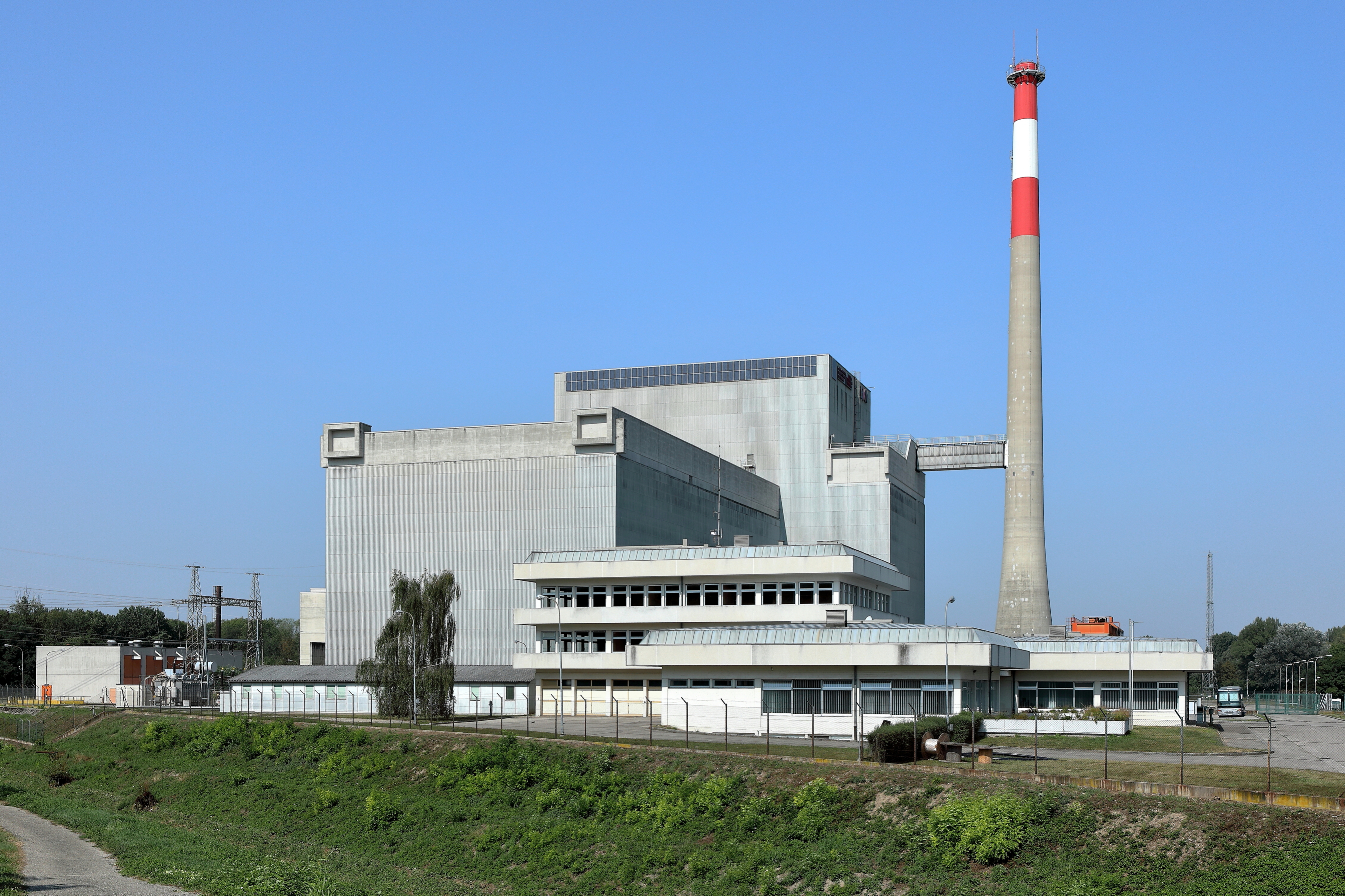
Kernkraftwerk Zwentendorf

### Wirtschaftssektoren
Von den 59 landwirtschaftlichen Betrieben des Jahres 2010 wurden 33 im Haupt-, 24 im Nebenerwerb und 2 von Personengemeinschaften geführt. Im Produktionssektor arbeiteten 314 Erwerbstätige im Bereich Herstellung von Waren, 169 in der Energieversorgung, 109 in der Wasserver- und Abfallentsorgung, 44 in der Bauwirtschaft und 11 im Bergbau. Die wichtigsten Arbeitgeber des Dienstleistungssektors waren die Bereiche soziale und öffentliche Dienste (195), Handel (179) und Verkehr (61 Mitarbeiter).
| Wirtschaftssektor            | Anzahl Betriebe | Anzahl Betriebe | Erwerbstätige | Erwerbstätige |
| Wirtschaftssektor            | 2011            | 2001            | 2011          | 2001          |
| ---------------------------- | --------------- | --------------- | ------------- | ------------- |
| Land- und Forstwirtschaft 1) | 59              | 85              | 56            | 60            |
| Produktion                   | 36              | 29              | 647           | 611           |
| Dienstleistung               | 133             | 83              | 531           | 307           |

1) Betriebe mit Fläche in den Jahren 2010 und 1999

### Ansässige Unternehmen
In Zwentendorf befinden sich
- das Kraftwerk Dürnrohr (1986) und daran angeschlossen die
- GK Dürnrohr auf dem Areal des Umspannwerks Dürnrohr (1983, 1996 stillgelegt) mit einer Übertragungsleistung von 550 Megawatt bei einer Gleichspannung von 145 kV. Diese Anlage diente bis 1996 zum Energieaustausch mit der Tschechoslowakei (ab 1993 Tschechien) über eine von der HGÜ-Kurzkupplung Dürnrohr zum Umspannwerk Slavětice führende 380-kV-Drehstromfreileitung (Lage: 48° 19′ 28″ N, 15° 55′ 30″ O)
- In Pischelsdorf ist ein bedeutender chemischer Betrieb der Donau Chemie. Am selben Standort befindet sich auch die erste
- Bioethanolanlage Österreichs. Die von dem Unternehmen Agrana betriebene Anlage erzeugt jährlich bis zu 240.000 t Bioethanol und wird von der EVN Wärme mit Dampf für den Raffinationsprozess beliefert.[11]

### Öffentliche Einrichtungen
- Die Neue Mittelschule Zwentendorf, die gleich gegenüber
- der Volksschule Zwentendorf liegt[12]
- Hallenbad Zwentendorf an der Donau
- Haus der Geschichte (ehem. Heimatmuseum)
- Donauhof Zwentendorf (Veranstaltungseinrichtung)

## Politik

### Gemeinderat
Der Gemeinderat hat 23 Mitglieder.
- Mit den Gemeinderatswahlen in Niederösterreich 1990 hatte der Gemeinderat folgende Verteilung: 13 SPÖ, 8 ÖVP und 2 Sonstige.
- Mit den Gemeinderatswahlen in Niederösterreich 1995 hatte der Gemeinderat folgende Verteilung: 13 SPÖ, 8 ÖVP, 1 FPÖ und 1 KLS–Horst Pilhofer.[13]
- Mit den Gemeinderatswahlen in Niederösterreich 2000 hatte der Gemeinderat folgende Verteilung: 13 SPÖ, 7 ÖVP, 2 FPÖ und 1 KLS–Horst Pilhofer.[14]
- Mit den Gemeinderatswahlen in Niederösterreich 2005 hatte der Gemeinderat folgende Verteilung: 15 SPÖ, 7 ÖVP und 1 FPÖ.[15]
- Mit den Gemeinderatswahlen in Niederösterreich 2010 hatte der Gemeinderat folgende Verteilung: 14 SPÖ, 7 ÖVP, 1 FPÖ und 1 KLS–Horst Pilhofer.[16]
- Mit den Gemeinderatswahlen in Niederösterreich 2015 hatte der Gemeinderat folgende Verteilung: 14 SPÖ, 7 ÖVP, 1 FPÖ und 1 NEOS.[17]
- Mit den Gemeinderatswahlen in Niederösterreich 2020 hatte der Gemeinderat folgende Verteilung: 14 SPÖ, 8 ÖVP und 1 NEOS.[18]
- Mit den Gemeinderatswahlen in Niederösterreich 2025 hat der Gemeinderat folgende Verteilung: 17 SPÖ, 5 ÖVP und 3 FPÖ.[19]

### Bürgermeister
- Josef Mohnl[20]
- bis 2019: Hermann Kühtreiber (SPÖ)[20]
- seit 2019: Marion Török (SPÖ)[20]

### Wappen
Der Gemeinde wurde 1983 gemeinsam mit der Markterhebung das neue Gemeindewappen verliehen.

## Persönlichkeiten
- Gundacker von Althan (1665–1747), General, Diplomat und Hofbaudirektor
- Hans Brachmann (1891–1969), Politiker, Bürgermeister von Zwentendorf
- Günther Chaloupek (* 1947), Ökonom
- Hans Kellner (1929–2005), Politiker, Vizebürgermeister von Zwentendorf
- Josef Mohnl (1945–1991), Politiker, Bürgermeister von Zwentendorf